# Pirata allapahae
Pirata allapahae är en spindelart som beskrevs av Willis J. Gertsch 1940. Pirata allapahae ingår i släktet Pirata och familjen vargspindlar. Inga underarter finns listade i Catalogue of Life.